# Thomas Ellerborn
Thomas Ellerborn (* 14. oder 15. Jahrhundert; † um 1472 in Aachen) war Schöffe und Bürgermeister der Reichsstadt Aachen.

## Leben und Wirken
Der Sohn des Bürgermeisters Johann Ellerborn und der Margarethe von Brachel stammte aus einer einflussreichen Familie, die ursprünglich in Münstereifel ansässig war und sich anfangs Elreborn schrieb und nach Übersiedlung in die Stadt Aachen dort zahlreiche Amtsträger hervorbrachte. Thomas Ellerborn folgte seinem Vater in das Schöffenkollegium und wurde als solcher 1443 erstmals erwähnt. Zwischen 1443 und 1448 war er als Richter beim Schöffenstuhl tätig und pachtete anschließend von dem amtierenden Vogt und Meier von Aachen, Wilhelm von Lintzenich, dessen Meier-Amt. Schließlich wurde Ellerborn in den Jahren 1451, 1455, 1458 und 1462  zum Bürgermeister der Freien Reichsstadt Aachen gewählt. Danach übernahm er im Jahr 1466 das Amt des Sendschöffen und ab 1470 das Amt des Meiers von Burtscheid.
Thomas Ellerborn war vermählt mit Agnes von Wylre, einer Tochter des Bürgermeisters Gerhard von Wylre, etwaige Kinder sind namentlich nicht überliefert. Er war über seinen Bruder Peter der Onkel des späteren Bürgermeisters Johann Ellerborn.